# هينريش جيرلاخ
هينريتش كيرلاخ (بالألمانية: Heinrich Gerlach)‏ هو مقاوم ومؤلف وكاتب ألماني، ولد في 18 أغسطس 1908 في كونيغسبرغ في الإمبراطورية الروسية، وتوفي في 27 مارس 1991 في براكة في ألمانيا.

## وصلات خارجية
- هينريتش كيرلاخ على موقع مونزينجر (الألمانية)